# Jezioro Dobromierskie
Jezioro Dobromierskie (Jezioro Dobromierz, Zbiornik Dobromierz) – sztuczne jezioro zaporowe utworzone na rzece Strzegomce, położone na terenie Książańskiego Parku Krajobrazowego w woj. dolnośląskim. Od północy sąsiaduje ze wsią Dobromierz.
Przy budowie zbiornika wykorzystano w dużym stopniu naturalne ukształtowanie terenu. Od strony wschodniej wzniesiono 28-metrową zaporę ziemną z ekranem żelbetowym dodatkowo zabezpieczonym wkładką z folii. Oddany do użytku w 1986 r. zbiornik o całkowitej pojemności 11,35 mln m³ pełni funkcję ochrony przeciwpowodziowej jak też zasobu wody pitnej dla mieszkańców okolicznych miejscowości. Obecnie zbiornikiem zarządza Regionalny Zarząd Gospodarki Wodnej we Wrocławiu.

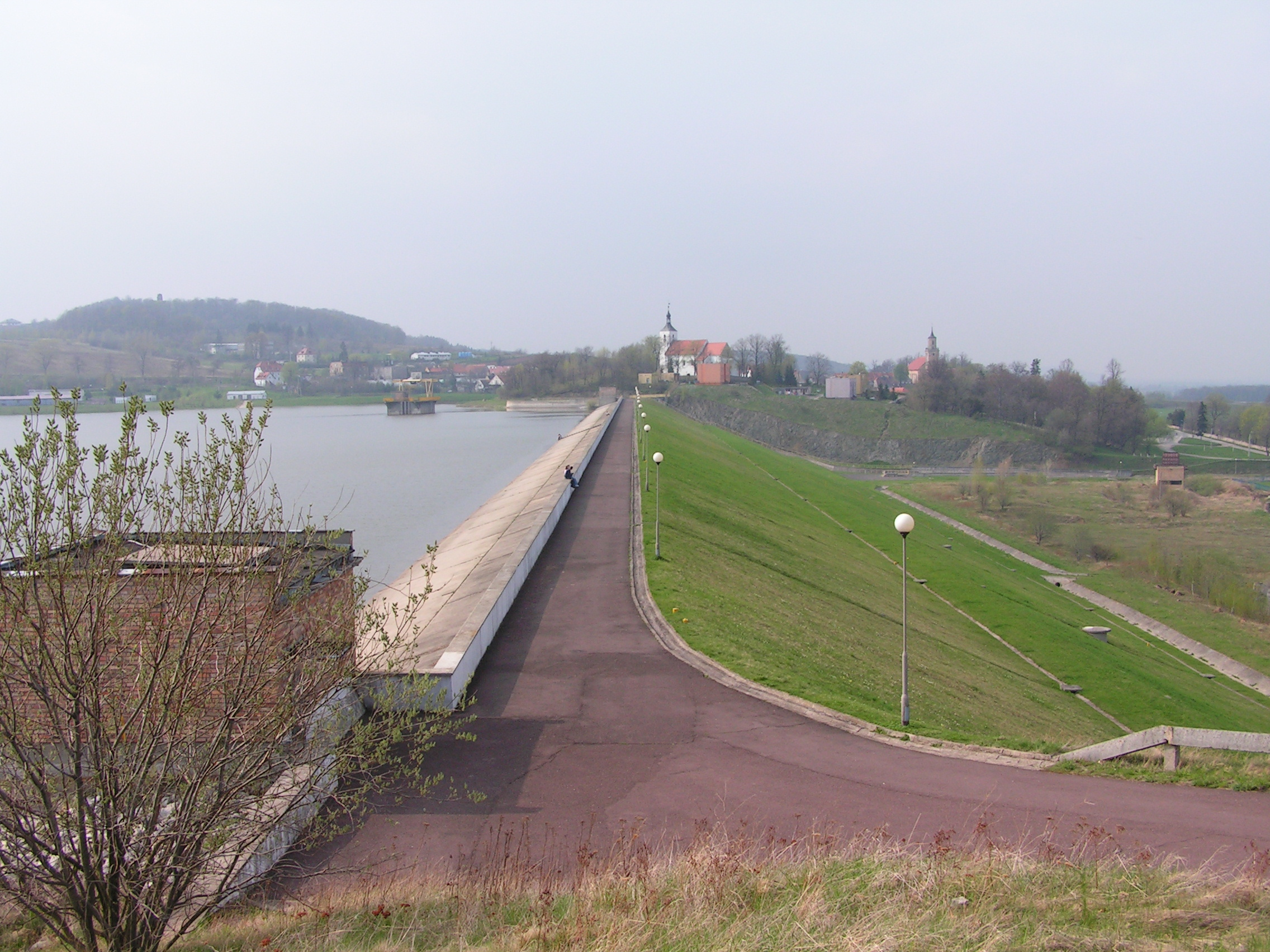
Zapora Dobromierz

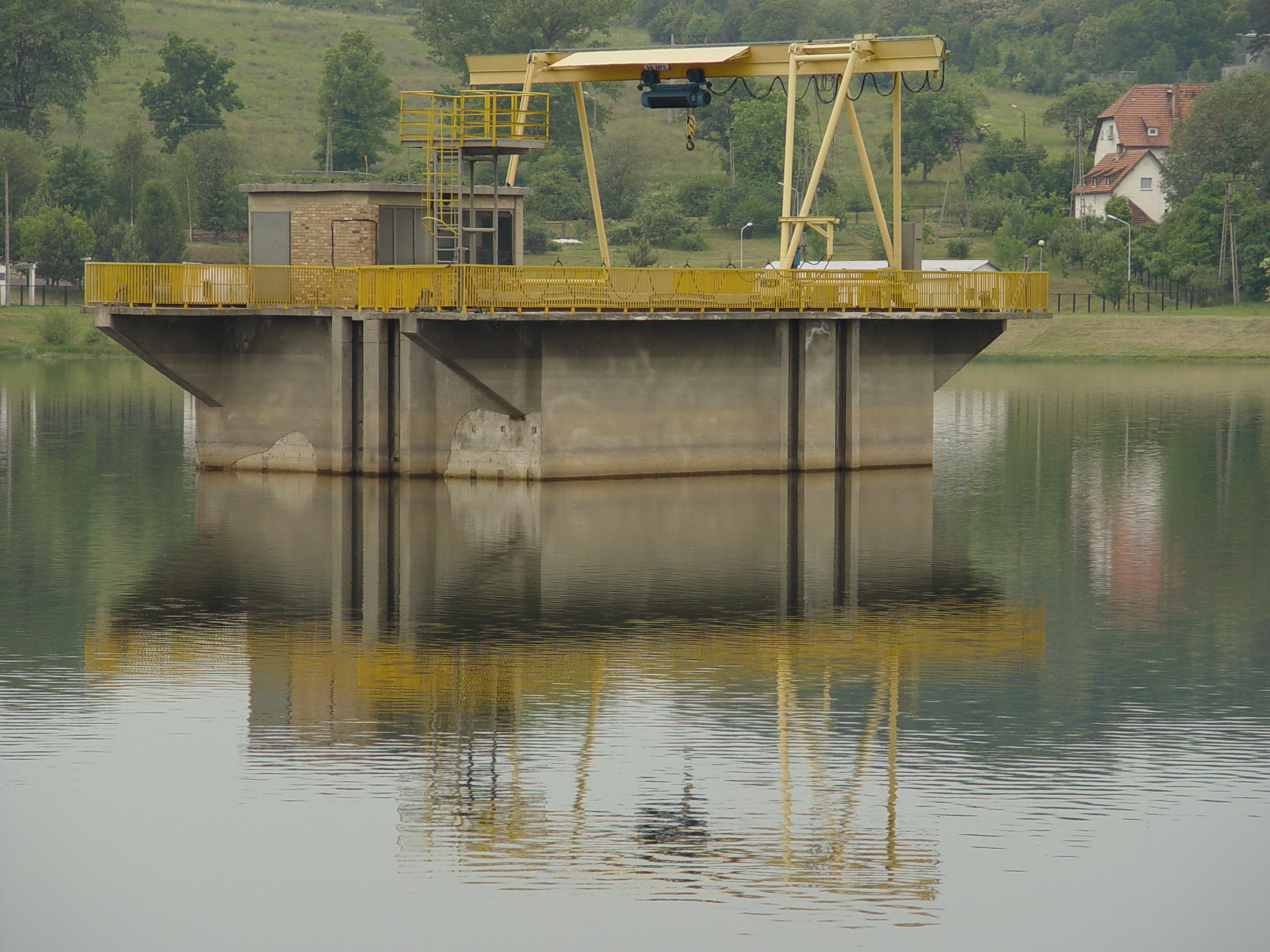
Szyb zasuw

Na terenie zbiornika i w jego okolicy występują rzadkie gatunki zwierząt (m.in. bocian czarny, borsuk, bóbr, czapla, rybołów, zimorodek) i roślin (m.in. cis karłowaty, platan, tulipanowiec).
Z uwagi na swoje przeznaczenie, zbiornik nie może być wykorzystywany w celach rekreacyjnych.
Lokalizacja zbiornika jest uważana przez niektórych naukowców za niewłaściwą ze względu na możliwe zagrożenia sejsmiczne. Kilkaset metrów przed zaporą przebiega sudecki uskok brzeżny. Wstrząsy sejsmiczne mogą spowodować naruszenie uszczelnienia zapory, co w przypadku zapory ziemnej jest równoznaczne z jej awarią.